# Scirocco (galleria al plasma)
Scirocco è una galleria del vento al plasma realizzata nel 2001 e gestita dal Centro italiano ricerche aerospaziali (CIRA) di Capua. Lo scopo dell'impianto è quello di riprodurre le condizioni in regime ipersonico tipiche della fase di rientro atmosferico, di studiare modelli di ugelli di scarico dei motori a razzo e le caratteristiche aerotermochimiche della combustione in motori ramjet e scramjet. Per generare le temperature necessarie alle simulazioni (fino a 10.000 K) è impiegato un riscaldatore ad arco elettrico della potenza di 70 MW.

## Storia
A partire dalla metà degli anni ottanta, emerse la necessità per l'Agenzia Spaziale Europea (ESA) di dotarsi di impianti di prova a terra per studiare e testare le condizioni di componenti astronautici a grandezza reale nella fase di rientro in atmosfera. Lo studio di fattibilità fu affidato al CIRA che tra il 1988 ed il 1989 individuò le tecnologie adatte a garantire una temperatura di ristagno prossima a 10.000 K mentre, a seguito dell'accordo definitivo tra ESA ed il MURST, la galleria fu completata nel 2001 dopo sei anni di lavori ed un costo complessivo di 150 miliardi di lire.
La controllistica elettronica e software per l'automazione della galleria al plasma fu fornita dalla allora LABEN S.p.A. di Milano (oggi Thales Alenia Space di Gorgonzola (MI)).

## Tecnica
La portata in massa di aria all'interno della galleria può essere regolata tra 0,1 e 3,5 Kg al secondo. Quest'aria, fornita da un impianto di compressione con una pressione massima di 8,7 MPa, viene riscaldata in un condotto da un riscaldatore elettrico ad arco della potenza di 70 megawatt. L'elettricità è fornita da un alimentatore che rettifica la corrente alternata in corrente continua. Nel condotto di riscaldamento la sua temperatura può variare tra 2000 e 10000 K, con una pressione compresa tra 0,1 e 1,7 MPa. A valle del condotto di riscaldamento un ugello conico permette l'espansione dell'aria immettendola nella camera di prova alle condizioni di temperatura e pressione desiderate. Il modello oggetto di studio è inserito nella camera di prova mediante un braccio robotico ed i vari parametri sono registrati da un sistema di acquisizione dati (DAS). L'aria, una volta superata la camera di prova, prosegue in un ugello convergente-divergente che la rallenta a velocità subsonica e in uno scambiatore di calore che ne abbassa la temperatura a valori compatibili con l'impianto a vuoto a valle. Successivamente, un sistema (denominato DeNOx) abbatte le emissioni di ossidi di azoto prodotti nel test.

### Riscaldatore ad arco
Il riscaldatore ad arco si costituisce di quattro moduli principali: anodo, segmento centrale, catodo e camera di miscelazione. Ogni modulo si compone a sua volta di una serie di dischi all'interno dei quali è pompata acqua demineralizzata (che è un pessimo conduttore elettrico) ad alta pressione per il raffreddamento. Il condotto centrale è costituito da una colonna modulare che può raggiungere la lunghezza di 5500 mm con un diametro interno di 110 mm. Aria compressa a bassa temperatura proveniente da canalizzazioni esterne è iniettata tangenzialmente all'interno del condotto e, andandosi a combinare con l'aria che scorre in direzione assiale richiamata dall'impianto a vuoto a valle della galleria, innesca una circolazione a spirale che ha il duplice effetto di proteggere le pareti del condotto e confinare il plasma sull'asse del condotto stesso. L'anodo ed il catodo sono posti alle estremità della colonna e sono costituiti ognuno da 9 elettrodi. In aggiunta, l'anodo, è protetto dall'iniezione locale di argon ad alta pressione che facilita l'innesco dell'arco e limita la corrosione localizzata. All'interno del condotto gli elettroni si muovono, soggetti alla forza di Lorentz, dall'anodo (a potenziale elettrico più elevato) al catodo. A causa delle loro collisioni con le molecole di aria e argon, una parte dell'energia elettrica viene trasformata in energia meccanica e quindi termica a causa degli sforzi viscosi. All'aumentare della temperatura del fluido (e della sua energia interna) le molecole di aria si dissociano prima nei rispettivi atomi di cui sono composte e poi in plasma (atomi ionizzati). A valle del catodo, nella camera di miscelazione che ha un diametro costante di 172 mm, viene regolata l'entalpia del plasma ai valori richiesti mediante l'immissione di aria a temperatura ambiente.

### Ugello conico
A valle della camera di miscelazione è posto un ugello convergente-divergente modulare costituito di una parte convergente in cui il flusso, a velocità subsonica, viene accelerato fino a Mach 1 (gola dell'ugello) ed ulteriormente accelerato a velocità supersoniche (fino a 7000 m/s) nella sezione divergente dell'ugello. Sono disponibili diverse configurazioni di ugelli che possono essere montati nella galleria del vento a seconda delle condizioni richieste nella camera di prova. Tutta la struttura dell'ugello è raffreddata da una circolazione di acqua demineralizzata a bassa pressione, ma la parte della gola (maggiormente sottoposta agli sforzi termici e meccanici) è raffreddata mediante circolazione di acqua ad alta pressione che garantisce uno scambio termico maggiore.

### Camera di prova
La camera di prova ha la forma di un cilindro alto 9217 mm e del diametro interno di 5170 mm. La camera presenta diverse aperture per permettere l'accesso al personale durante la fase di preparazione del test ed il monitoraggio del plasma e degli sforzi aerotermici sul modello mediante strumenti e sensori durante il suo funzionamento. Un braccio robotico denominato Model Support System (MSS), raffreddato mediante una circolazione interna di acqua demineralizzata, permette l'adeguato posizionamento del modello nel getto di plasma.

### Diffusore e scambiatore di calore
Per rallentare a velocità subsoniche e raffreddare il flusso di plasma che proviene dalla camera di prova è installato un diffusore costituito da una prima sezione convergente seguita da un condotto a diametro costante di 2120 mm lungo diversi metri che costituisce la gola dell'ugello convergente-divergente seguita da una sezione divergente che termina nello scambiatore di calore costituito da una serie di tubazioni nelle quali circola acqua di raffreddamento che vengono investite direttamente dal flusso (ormai rallentato a velocità subsonica).

### Impianto per il vuoto
L'impianto per il vuoto permette il raggiungimento delle condizioni soniche nella gola del diffusore e, di riflesso, a garantire le condizioni richieste nella camera di prova. Consiste in tre linee ognuna composta di una serie di eiettori ad effetto Venturi attivate a seconda della portata necessaria nella camera di prova. Un impianto per l'abbattimento delle emissioni di ossidi di azoto prodotte nella galleria completa il percorso del flusso.